# Romita
Romita é um município do estado de Guanajuato, no México.

## História
Os registros históricos da cidade de Romita foram perdidos durante a Revolução Mexicana realizada pelos Villistas. A informação foi recolhida pelo Professor José Gómez Moncada, tornando pública a seguinte informação:
Em 1553, sete famílias chegaram a terras perto da Aldeia de Silao. No início de 1832, com o crescimento da população, foi feito um pedido ao governo para erguer uma vila nas terras da Fazenda de la Laja. Assim, em 29 de abril de 1832, Don Pascual Peñaranda, proprietário da referida fazenda, Ignacio Maza Rivas, proprietário da fazenda Gavia de Rionda, e Frei Manuel Almorrosta, frade do lugar, fundaram a cidade com o nome de Romita de Liceaga . , em homenagem a Don José María Liceaga, herói da insurgência mexicana e natural da fazenda Gavia. Após a aprovação do decreto número 59 do Congresso do Estado de Guanajuato, é criado o Povoado de Nossa Senhora de Guadalupe Romita de Liceaga, Guanajuato. Segue abaixo o texto do referido decreto:

Decreto nº 159. 29 de abril de 1832. O Congresso Constitucional do Estado, decreta:

Art. 1º. Admitindo ao cidadão Pascual Peñaranda a doação que faz dos terrenos que possui e que podem ser incluídos em parte na área de La Laja, concede-se que esta assembleia seja erigida como povoado com a denominação de Município de Nossa Senhora de Guadalupe, Romita de Liceaga.
Art. 2º. O poder público, pelos meios que estiverem ao seu alcance, intervirá na designação da área de acordo com a legislação em vigor.
Art. 3. Também fiscalizará que, antes da avaliação jurídica dos terrenos dos proprietários que não os transferiram para a área da cidade, sejam indenizados pelos habitantes de La Laja, fazendo pagamentos pontuais conforme eles ofereceram.

Art. 4º. Tomará as providências que julgar convenientes para o pleno cumprimento das promessas daquele bairro, quanto à construção de presídios para ambos os sexos, quartel para a milícia e outros locais públicos essenciais.
Em 28 de fevereiro de 1916, o Congresso Estadual concedeu à vila o título de vila. Em 20 de junho de 1970, o Congresso local concedeu-lhe o título de cidade.
Durante o ano de 2002, um conflito social de dimensões nunca antes vistas teve origem no município de Romita de Liceaga, Gto., quando um grande número de moradores da demarcação foi informado sobre a extração de água de poços localizados no território Romitense para ser conduzida ao município vizinho de León, a cidade mais importante do estado e capital econômica da entidade, que sofria com problemas de abastecimento do líquido vital, a referida extração foi totalmente amparada pelo artigo 27 da constituição e o município de León cumpriu todas as os requisitos legais para ser dotado deste bem nacional.
Diante disso, formou-se um movimento social, encabeçado por Heriberto Calderón Amador, natural do estado de Jalisco, para impedir a extração de água de várias comunidades, que realizaram inúmeras manifestações em frente ao Palácio Municipal. Diante da falta de acordo com as autoridades municipais encabeçadas então pelo prefeito de extração do PAN, Elías Hernández Ontiveros, os inconformistas solicitaram ao Congresso Estadual a revogação do mandato da Câmara Municipal Romitense, que por lei não poderia prosseguir e estabeleceu uma sede permanente nos arredores da Presidência Municipal. Enquanto isso, o Governo do Estado de Guanajuato, chefiado por Juan Carlos Romero Hicks, pediu diálogo e uma solução pacífica para o conflito.
O conflito social ganhou contornos violentos em 18 de junho de 2002, quando, após uma reunião entre delegados de comunidades rurais do município e integrantes do conselho romitense, houve confronto entre manifestantes armados com paus e pedras e integrantes da Polícia Municipal , das Forças de Segurança Pública do Estado e polícia ministerial que deixou mais de 150 detidos, dezenas de feridos e indícios de excesso de força policial e abusos dos direitos humanos por parte de elementos da segurança pública, foi um longo dia para todos os Romitenses, o autarca trabalhou incansavelmente para libertar os detentos e não denunciar nenhum deles, o que conseguiu, com o apoio da Câmara de Vereadores por sua vez e do governo do estado, tudo isso ocorreu enquanto o líder do referido movimento cívico fugia e ninguém sabia de seu paradeiro.
Por fim, o movimento social entrou em colapso por interesses particulares e políticos de seus dirigentes e por problemas entre os integrantes do chamado Movimiento Cívico Romitense e acabou se dissolvendo sem atingir seu objetivo. Os trabalhos de extração de água foram concluídos e o líquido vital é transportado para a cidade de León há vários anos.
Como parte dos efeitos da crise econômica de 2009 nas finanças públicas mexicanas que afetou alguns municípios do estado, incluindo San Miguel de Allende e Romita, o prefeito romitense, Felipe Durán Muñoz, declarou a falência de seu município em 15 de dezembro. Julho de 2009. Segundo segundo suas declarações, não havia recursos suficientes nos cofres municipais para pagar os trabalhadores ou prestar serviços públicos, incluindo segurança pública, coleta de lixo.

## Governo e política
Romita é um dos 46 Municípios Livres pertencentes ao Estado de Guanajuato, cuja Constituição Política estabelece que:
ARTIGO 106. O Município Livre, base da divisão territorial do Estado e sua organização político-administrativa, é uma Instituição pública, constituída por uma comunidade de pessoas, estabelecida em um território delimitado, com personalidade jurídica e patrimônio próprio, autônomo em seu Governo Interior e livre na administração de seu Tesouro.

ARTIGO 107. Os Municípios serão regidos por uma Câmara Municipal. A competência das Câmaras Municipais será exercida exclusivamente e não haverá instância intermediária entre as Câmaras Municipais e o Governo do Estado.

### Divisão administrativa
Em Romita existem as seguintes comunidades: Gavia de Rivas, Gavia de Rionda, La Gavia, La Muralla, Monte de Hoyos (El Monte), San Isidro Ojo de Agua, Ojo de Rana, San José de Solís (La Garita), Los Amoles , La Sardina, Santa Efigenia, Santa Rosalía de Gavia, Nuevo San Ramón, Pedregal de Barroso, Pedregal de Martínez, Pedregal de Rangel, San Antonio Cerro Prieto, San Carlos del Jagüey, San Clemente, San Francisco de Gavia, San Gonzálo, San José del Paraíso, San Luisito de Amoles, San Miguel del Huaricho, San Pedrito de López, San Ramón, Santa Rosa de Rivas, Santa Gertrudis, Silva, Tierras Blancas, Tuna Agria, Valenciana de Gavia, Vista Hermosa, San José del Jagüey , Santa Elena de la Cruz, Os Reis de San José, La Angostura, Las Tablas, Las Libres, Los Angeles, Lourdes, Luz de Buenavista, El Escoplo, El Jagüey, El Mármol, El Paraíso, El Tejamanil, Belén de Gavia, Corea del Huaricho, Carmen de Sánchez, Cruz de Aguilar, San Antonio del Pochote, El Camaleón, El Huaricho, Maritas.
| Nome                           | Período   | Partido    |
| ------------------------------ | --------- | ---------- |
| Daniel Vázquez                 | 1944      |            |
| J. Jesús Juárez                | 1946-1947 |            |
| Luis Reyes Padilla             | 1948      |            |
| Rafael García Meza             | 1949      |            |
| Cayetano Hernández             | 1950-1951 |            |
| Francisco Paul Aguilera        | 1952-1954 |            |
| Juan García Morales            | 1955-1957 |            |
| Aristeo Domínguez Castro       | 1958-1960 |            |
| Lucio Suárez Chagoya           | 1961-1963 |            |
| Ernestina Chavéz               | 1964-1966 |            |
| Isidro Ortega                  | 1967-1969 |            |
| J. Jesús Flores Estrada        | 1973      |            |
| Rafael García Meza             | 1973      |            |
| Mario Durán Vargas             | 1974-1976 |            |
| Rogelio Oliva                  | 1977-1979 |            |
| J. Dolores Urbieta Hernández   | 1980-1982 |            |
| Ma. Esther Salinas             | 1983-1985 |            |
| José Luis Arredondo Aguiano    | 1986-1988 |            |
| Rogelio Oliva Rodríguez        | 1989-1991 |            |
| Juvenal Tapia Frausto          | 1992-1994 |            |
| José de Jesús Rocha Reyes      | 1995-1997 | PRI México |
| Hilario Navarro Rios           | 1998-2000 | PRI México |
| Elías Hernández Ontiveros      | 2000-2003 | PAN México |
| J. Jesús Granados Calderón     | 2003-2006 | PRI México |
| Felipe Durán Muñoz             | 2006-2009 | PAN México |
| Juan Antonio Reyes Echevestre  | 2009-2012 | PAN México |
| Rogelio López López            | 2012-2015 | PRI México |
| Luis Ernesto Ramírez Rodríguez | 2015-2018 | PAN México |
| Oswaldo Ponce Granados         | 2018-2021 | PRI México |

## equipamento educacional
- Colegio Particular Guadalupe.
- Escuela Primaria Urbana n.º 1 José María Liceaga
- Escuela Primaria Urbana n.º 2 Leona Vicario.
- Escuela Primaria Urbana n.º 3 Profr. Isidro Rivera Juárez.
- Escuela Secundaria Técnica #31 de la Comunidad de Las Liebres.
- Escuela Preparatoria Particular José María Liceaga, incorporada a la Universidad de Guanajuato.
- Miguel Hidalgo en Monte de Hoyos.
- Telesecundaria 720 en Monte de Hoyos.
- Video Bachillerato SABES en Monte de Hoyos.
- Escuela Telescundaria 343.
- Escuela Secundaria Oficial Petra Ríos.
- Escuela Telesecundaria Justo Sierra 1017 (Fundada por el prof. J. Jesús Serrano López).
- Escuela Primaria Urbana n.º 1 Insurgente José María Liceaga.
- SABES Cabecera Romita.
- Telebachillerato comunitario "Los Amoles"
- Casa de la Cultura "Margarita Fernández López"

## Semana Cultural
Realiza-se na última semana de abril de cada ano, com início no domingo anterior a 29 de abril e término no domingo seguinte, para comemorar a Fundação do Município de Romita de Liceaga, e inclui eventos culturais, artísticos, cívicos e desportivos, que se realizam no Jardim Principal e outros pontos da cidade, sendo 29 de abril aniversário da Fundação do Município

## Feriados nacionais
Durante os meses de setembro e novembro são realizados diversos eventos, tais como:
- 13 de setembro: Dia dos Heróis das Crianças
- 15 de setembro: Grito da Independência
- 16 de setembro: desfile da independência e luta de flores
- 20 de novembro: Revolução Mexicana: Na comunidade de Monte de Hoyos é realizado um desfile dos alunos dos diferentes centros educacionais que vão desde a pré-escola até o ensino médio.

### dezembro
Durante os dias de 3 a 12 de dezembro, é realizada a tradicional festa do povoado, onde há romarias religiosas e danças nativas, acompanhadas de música ao vivo e toritos em homenagem à padroeira da cidade de Nossa Senhora de Guadalupe. O festival é celebrado há anos e já alcançou um reconhecimento significativo na região.
Em outras vertentes, de 16 a 24 de dezembro, são realizadas nas casas da cidade as tradicionais posadas e presépios natalinos. E no dia 31 de dezembro, as famílias saem para comemorar a chegada do Ano Novo por todas as ruas. 

### religioso
- Em Romita: A Virgem de Guadalupe 12 de dezembro
- O panteão (Romita): A Santa Cruz 3 de maio
- Em Monte de Hoyos:Sagrado Coração de Jesus (junho), Ascensão do Senhor (maio), São José (19 de março), Ascensão de Maria (15 de agosto)
- Em La Muralla e Cerro Prieto: San Antonio
- Em Tejamanil, El Mármol e em Ojo de Agua: San Isidro 15 de maio
- Em Santa Efigenia, La Rana e San Ramón Nuevo: La Santa Cruz
- Em Santa Rosa De Rivas: festa de 6 a 12 de janeiro
- Em Mezquite Gordo 6 de janeiro
- Em San José del Jagüey: 3 de maio- Santa Cruz e Semana Santa
- Nas Lebres: 4 de julho - Nossa Senhora do Refúgio e 11 de março
- Em San Miguel del Huaricho: eles veneram San Miguelito em 29 de setembro
- Em Carmen de Sánchez: 16 de março e 16 de julho.
- Na Hacienda de San Clemente a santa cruz em 3 de maio.
- São Vicente: "São Vicente de Paulo" 27 de setembro.
- La Palma: La Divina Infantita 8 de setembro.
- San Buenaventura: Senhor de Buenaventura 13 de julho.
- Bairro La Aldama: Santa Cecilia 22 de novembro
- Los Angeles 12 de janeiro Festa da Virgem